# Oligoaeschna foliacea
Oligoaeschna foliacea – gatunek ważki z rodziny żagnicowatych (Aeshnidae).